# Lê Văn Sao
Lê Văn Sao (sinh năm 1967) là một tướng lĩnh của lực lượng Công an nhân dân Việt Nam với quân hàm Thiếu tướng. Ông hiện giữ chức vụ Phó Tư lệnh Bộ Tư lệnh Cảnh sát Cơ động (Việt Nam). Ông nguyên là Bí thư Đảng ủy, Giám đốc Công an tỉnh Hà Tĩnh, nguyên Ủy viên Ban Thường vụ Tỉnh ủy Hà Tĩnh, nguyên Phó Cục trưởng Cục Tham mưu An ninh, Tổng cục An ninh, Bộ Công an (Việt Nam).

## Xuất thân
Lê Văn Sao sinh ngày 09 tháng 10 năm 1967, quê quán tại xã Tân Tiến, huyện Gia Lộc, tỉnh Hải Dương.

## Giáo dục
- Đại học An ninh nhân dân

## Sự nghiệp
Lê Văn Sao gia nhập Đảng Cộng sản Việt Nam ngày 17 tháng 8 năm 2000.
Từ tháng 12 năm 1985 đến tháng 8 năm 1986, ông là Học viên tại Cục K20, Tổng cục Cảnh sát, Bộ Công an.
Từ tháng 9 năm 1986 đến tháng 10 năm 1991, ông là cán bộ bảo vệ mục tiêu, Cục K20, Tổng cục Cảnh sát, Bộ Công an.
Từ tháng 11 năm 1991 đến tháng 11 năm 2006, ông là cán bộ Cục A12, Tổng cục An ninh, Bộ Công an.
Từ tháng 12 năm 2006 đến tháng 12 năm 2009, ông giữ chức vụ Phó Trưởng phòng, Cục A12, Tổng cục An ninh, Bộ Công an.
Từ tháng 1 năm 2010 đến tháng 2 năm 2012, ông giữ chức vụ Trưởng phòng, Cục A82, Tổng cục An ninh, Bộ Công an.
Từ tháng 3 năm 2012 đến tháng 12 năm 2014, ông giữ chức vụ Phó Cục trưởng Cục A82, Tổng cục An ninh, Bộ Công an.
Từ tháng 1 năm 2015 đến tháng 5 năm 2015, ông giữ chức vụ Phó Cục trưởng Cục Tham mưu An ninh, Tổng cục An ninh, Bộ Công an (Việt Nam).
Từ tháng 6 năm 2015 đến tháng 3 năm 2019, ông là Đại tá, Giám đốc Công an tỉnh Hà Tĩnh.
Chiều ngày 03 tháng 3 năm 2019, Bộ trưởng Bộ Công an Tô Lâm đã có Quyết định bổ nhiệm Đại tá Lê Văn Sao, Ủy viên Ban Thường vụ Tỉnh ủy, Bí thư Đảng ủy, Giám đốc Công an tỉnh giữ chức vụ Phó Tư lệnh Bộ Tư lệnh Cảnh sát Cơ động (Việt Nam).
Trước tháng 2 năm 2021, ông được Chủ tịch nước Cộng hòa xã hội chủ nghĩa Việt Nam Nguyễn Phú Trọng phong quân hàm Thiếu tướng Công an nhân dân Việt Nam.

## Lịch sử thụ phong quân hàm
| Năm thụ phong | –      | 2021        |
| ------------- | ------ | ----------- |
| Quân hàm      |        |             |
| Cấp bậc       | Đại tá | Thiếu tướng |